# مسجد سيدي بومدين
مسجد العِباد هو مجمع ديني إسلامي تاريخي يقع في تلمسان، الجزائر. بني من قبل المرينيين تكريما لأبي مدين بن شعيب وهو ولي صالح أصله من إشبيلية ودفن بعين المكان خلال القرن 12 م وساهم في نشر وإشعاع التصوف في المغرب العربي. يضم المجمع مسجد وضريح ومدرسة وحمامات، ويشبه تصميمه إلى حد كبير تصميم مسجد سيدي الحلوي بتلمسان.

## الوصف
يعد المسجد من أهم منجزات الفن الأندلسي بالجزائر. يتشكل المدخل الرئيسي للمعلمة كما هو الحال في جامعي قرطبة والقيروان من باب كبير يؤدي إلى بهو مزين بألواح جبسية منقوشة بإتقان وتعلوه قبة ذات مقرنصات. يتم الوصول إليه بواسطة درج شبيه بذلك الموجود بباب الشمس «بويرطة دي لصول» بطليطلة. كسيت الأبواب الخشبية بالبرونز، وهي تؤدي إلى داخل صحن مستطيل تتوسطه نافورة ماء وتحيط بجنباته أروقة تشكل في الجهتين الغربية والشرقية امتدادا لبلاطات قاعة الصلاة.
يغطي قاعة الصلاة سقف مائل ذو تجويفات وزخارف هندسية مثل شبكات مسترسلة إلى ما لا نهاية من النجوم والأشكال المتقاطعة والوردية الشيء الذي يوحي إلى القبة الزرقاء. تتكون هذه القاعة من خمس بلاطات موازية لجدار القبلة تنقسم إلى ثلاث أساكيب وتتكئ على بلاط متعامد مع القبلة. وترتكز العقود على دعامات مزين جزؤها العلوي بتوريق عربي. البلاط الأوسط أكثر اتساعا من البلاطات الأخرى ويشكل التقاؤه ببلاط القبلة. وهو تصميم موجود بمسجد أبو دولف بسامراء (العراق) منذ القرن 9 وبجامع القيروان.
المحراب عبارة عن غرفة صغيرة تغطيها قبة ذات مقرنصات، والقوس الذي يمكن من الولوج إليها ذو شكل بيضوي جد متجاوز، وهو يرتكز على أعمدة ذات تيجان مركبة تحتمل تأثيرات الفترة العتيقة وهي مزينة بإفريز يحمل كتابات وبكتف العقد المنمق بغصنيات. يندرج هذا العقد داخل إطار مستطيل تعلوه ثلاث شماسيات جبسية دقيقة الصنع. تذكر هذه الزخارف بتلك الموجودة بمحراب تينمل والكتبية (مراكش).
بالزاوية الشمالية الشرقية للباب تلتصق المئذنة المبنية من الآجر والمكسوة بالزليج. وهي ذات أبعاد شبيهة بمئذنة الكتبية. أما جذعها المربع الزوايا والمتوج بشرافات مسننة والذي يعلوه منور، فيشبه إلى حد كبير مئذنة سيدي الحلوي. وهو مزين بلوحات مستطيلة تضم في الأسفل عقودا متعددة الفصوص كما هو الحال بمئذنة مسجد الشرابليين بفاس. وفي الأعلى تنتشر شبكة من المعينات الناتجة عن تداخل عقود منحنية. وهي متوجة بإفريز من الزخارف الوردية المصنوعة من الزليج.
بني ضريح سيدي أبو مدين ثلاثون سنة قبل البنايات الأولى لقصر الحمراء وهو ذو تصميم مربع يعلوه سقف ذو جناح مغطى بالقرميد الأخضر. ويضم صحنا مربع الزوايا يتوفر على سقيفة ترتكز على أعمدة خشبية ذات تيجان كورنثية. ومن المؤكد أن زخارف الباب وتلك الموجودة بداخل البناية تعود لصانع تركي.
تقع المدرسة وهي مكان لتدريس الفقه والتفسير والعلوم الدينية، غرب قاعة الصلاة وتصميمها المنتظم حول الصحن الذي تحيط به الأروقة يشبه كثيرا تصميم الرباط المغاربي. يتم الولوج إلى داخل البناية عبر باب كبير ذو زخارف متعددة الفصوص مصنوعة من الآجر وشبيهة بتلك التي تزين المدرسة المرينية (سلا). وبداخل الصحن ينفتح باب على قاعة الصلاة والدروس التي تتوفر على محراب سداسي الأضلاع
مزخرف بزليج تركي ومتوج بقبة صغيرة نصف كروية.

## معرض صور

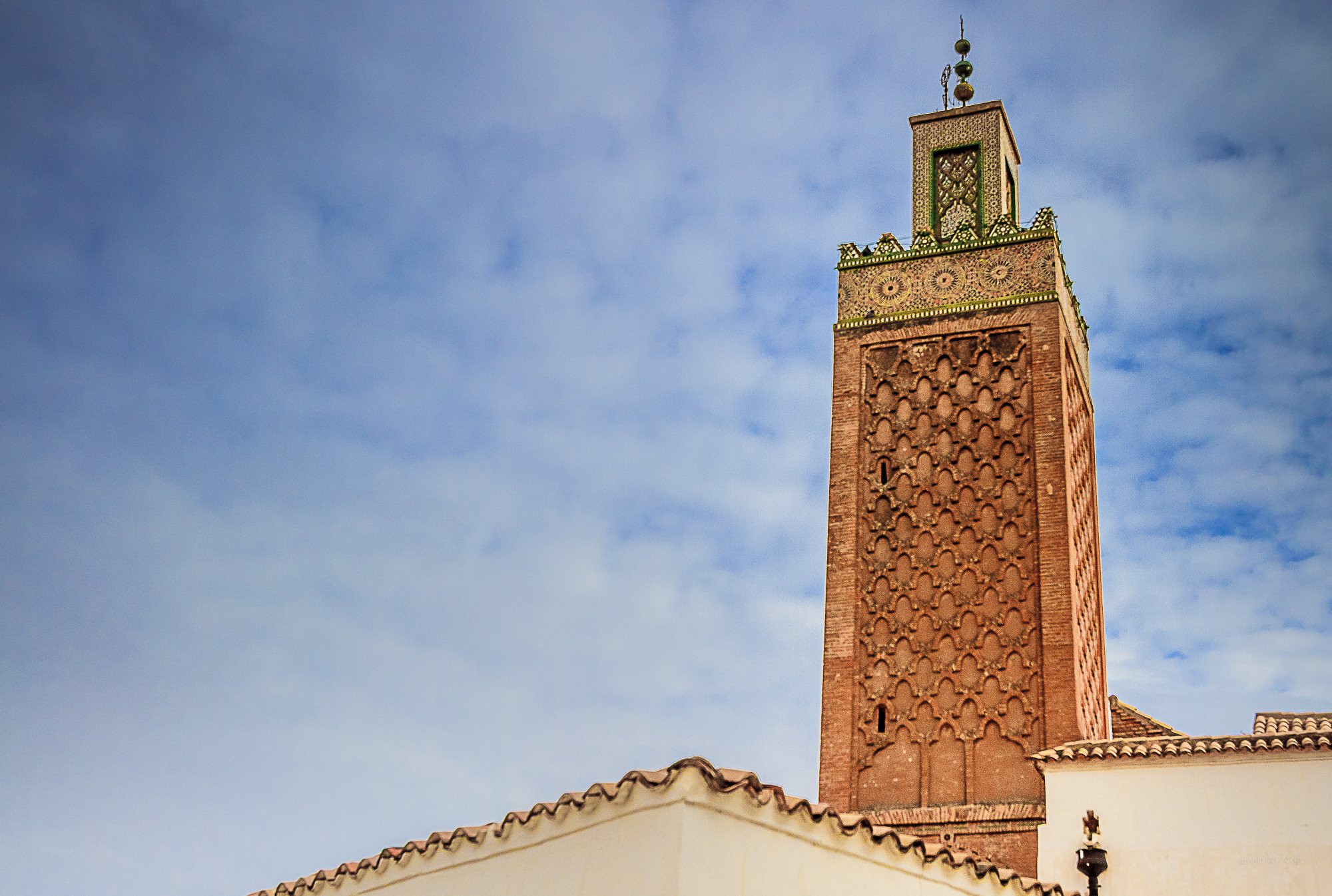
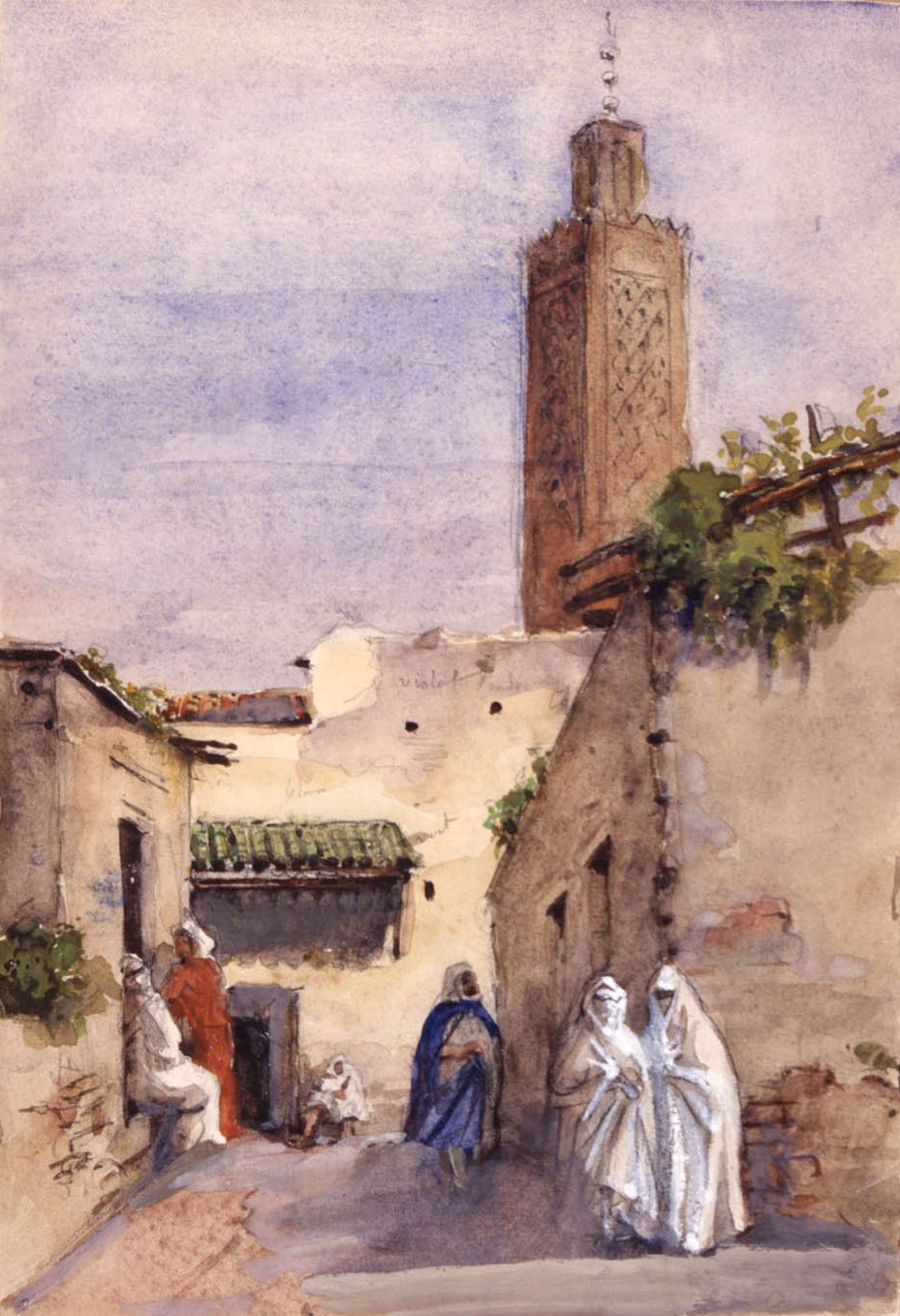

## مواضيع ذات صلة
- المرجعية الدينية الجزائرية
- الحزب الراتب